# Трифторид-изоцианат кремния
Трифторид-изоцианат кремния — химическое соединение,
фтор- и изоцианопроизводное моносилана
с формулой SiF3NCO,
бесцветный газ.

## Получение
- Фторирование тетраизоцианата кремния с помощью трифторида сурьмы. Образуется смесь SiF3NCO, SiF2(NCO)2 и SiF(NCO)3.
- Пропускание смеси паров тетрафторида и тетраизоцианата кремния через трубку нагретую до 700°С. Образуется смесь SiF3NCO, SiF2(NCO)2 и SiF(NCO)3.

## Физические свойства
Трифторид-изоцианат кремния образует бесцветный газ,
который начинает диспропорционировать уже при температуре кипения.